# Быстрое преобразование Фурье
Быстрое преобразование Фурье (сокр. БПФ, англ. fast Fourier transform, FFT) — алгоритм ускоренного вычисления дискретного преобразования Фурье, позволяющий получить результат за время, меньшее чем {\displaystyle O(N^{2})} (требуемого для прямого, поформульного вычисления). Иногда под быстрым преобразованием Фурье понимается один из алгоритмов, называемый алгоритмом прореживания по частоте — времени, имеющий сложность {\displaystyle O(N\log(N))}.
Алгоритм применим к любым коммутативным ассоциативным кольцам с единицей, чаще применяют к полю комплексных чисел (c {\displaystyle \varepsilon =e^{2\pi i/n}}) и к кольцам вычетов (которым, в частности, является компьютерный целый тип).

## Основной алгоритм
При применении основного алгоритма дискретное преобразование Фурье может быть выполнено за {\textstyle O(N(p_{1}+\cdots +p_{n}))} действий при {\textstyle N=p_{1}p_{2}\cdots p_{n}}, в частности, при {\displaystyle N=2^{n}} понадобится {\displaystyle O(N\log(N))} действий.
Дискретное преобразование Фурье преобразует набор чисел {\displaystyle a_{0},\dots ,a_{n-1}} в набор чисел {\displaystyle b_{0},\dots ,b_{n-1}}, такой, что {\textstyle b_{i}=\sum _{j=0}^{n-1}a_{j}\varepsilon ^{ij}}, где {\displaystyle \varepsilon } — первообразный корень из единицы, то есть {\textstyle \varepsilon ^{n}=1} и {\textstyle \varepsilon ^{k}\neq 1} при {\displaystyle 0<k<n}.
Основной шаг алгоритма состоит в сведении задачи для {\displaystyle N} чисел к задаче с меньшим числом. Для {\displaystyle N=pq,p>1,q>1} над полем комплексных чисел вводятся: {\textstyle \varepsilon _{\nu }=e^{2\pi i/\nu }}, {\textstyle \varepsilon _{\nu }^{\nu }=1}, где {\displaystyle \nu } — любое число. Дискретное преобразование Фурье может быть представлено в виде {\textstyle b_{i}=\sum _{k=0}^{p-1}\sum _{j=0}^{q-1}a_{kq+j}\varepsilon _{N}^{(kq+j)i}}. (Эти выражения могут быть легко получены, если исходную сумму разбить на меньшее число сумм с меньшим числом слагаемых, а после полученные суммы привести к одинаковому виду путём сдвига индексов и их последующего переобозначения).
Таким образом:
{\displaystyle b_{i}=\sum _{k=0}^{p-1}\sum _{j=0}^{q-1}a_{kq+j}\varepsilon _{N}^{(kq+j)i}=\sum _{j=0}^{q-1}\varepsilon _{N}^{ij}\left(\sum _{k=0}^{p-1}a_{kq+j}\varepsilon _{N}^{kiq}\right)}.
С учётом того, что {\displaystyle \varepsilon _{N}^{kiq}=\varepsilon _{N/q}^{ki}} и {\displaystyle N/q=p}, окончательная запись:
{\displaystyle b_{i}=\sum _{j=0}^{q-1}\varepsilon _{N}^{ij}\left(\sum _{k=0}^{p-1}a_{kq+j}\varepsilon _{p}^{ki}\right)}.
Далее вычисляется каждое {\displaystyle b_{i}}, где {\displaystyle i={\overline {0,p-1}}}, здесь по-прежнему требуется совершить {\displaystyle O(N)} действий, то есть на этом этапе производится {\displaystyle p\cdot O(N)=O(Np)} операций.
Далее считается {\displaystyle b_{i+mp}}, где {\textstyle i={\overline {0,p-1}},m={\overline {1,q-1}}}. При замене {\textstyle i\longmapsto i+mp} в последней формуле, выражения, стоящие в скобках, остались неизменными, а так как они уже были посчитаны на предыдущем шаге, то на вычисление каждого из них потребуется только {\displaystyle O(q)} действий. Всего {\displaystyle p(q-1)=N-p} чисел. Следовательно, операций на этом шаге {\textstyle (N-p)\cdot O(q)=O((N-1)q)\cong O(Nq)}. Последнее с хорошей точностью верно при любых {\displaystyle N}.
Алгоритм быстрого преобразования Фурье логично применять для {\displaystyle N\gg 1}, потому как при малом числе отсчётов он даёт небольшой выигрыш в скорости по отношению к прямому расчёту дискретного преобразования Фурье. Таким образом, для того чтобы полностью перейти к набору чисел {\displaystyle b_{0},\dots ,b_{N-1}}, необходимо {\textstyle O(Np)+O(Nq)} действий. Следовательно, нет разницы, на какие два числа разбивать {\displaystyle N} — ответ от этого сильно не будет меняться. Уменьшено же число операций может быть только дальнейшим разбиением {\displaystyle N}.
Скорость алгоритма {\displaystyle (N=pq)}:
1. {\displaystyle p\gg q\longrightarrow O(Np)}
2. {\displaystyle p\sim q\longrightarrow O(Nq)}
3. {\displaystyle p\ll q\longrightarrow O(Nq)}

То есть число операций при любом разбиении {\displaystyle N} на два числа, есть {\displaystyle O(Nc)}, где {\displaystyle c=max(p,q)}.

## Обратное преобразование Фурье
Для обратного преобразования Фурье можно применять алгоритм прямого преобразования Фурье — нужно лишь использовать {\displaystyle \varepsilon ^{-1}} вместо {\displaystyle \varepsilon } (или применить операцию комплексного сопряжения вначале к входным данным, а затем к результату, полученному после прямого преобразования Фурье), и окончательный результат поделить на {\displaystyle N}.

## Общий случай
Общий случай может быть сведён к предыдущему. Для {\textstyle 4N>2^{k}\geq 2N} имеет место:
{\displaystyle b_{i}=\varepsilon ^{-i^{2}/2}\sum _{j=0}^{N-1}\varepsilon ^{(i+j)^{2}/2}\varepsilon ^{-j^{2}/2}a_{j}}.
Обозначая {\displaystyle {\bar {a}}_{i}=\varepsilon ^{-i^{2}/2}a_{i},{\bar {b}}_{i}=\varepsilon ^{i^{2}/2}b_{i},c_{i}=\varepsilon ^{(2N-2-i)^{2}/2}} получается:
{\displaystyle {\bar {b}}_{i}=\sum _{j=0}^{2N-2-i}{\bar {a}}_{j}c_{2N-2-i-j}},
если положить {\displaystyle {\bar {a}}_{i}=0} при {\displaystyle i\geq N}.
Таким образом задача сведена к вычислению свёртки, но это можно сделать с помощью трёх преобразований Фурье для {\displaystyle 2^{k}} элементов: выполняется прямое преобразование Фурье для {\textstyle \{{\bar {a}}_{i}\}_{i=0}^{i=2^{k}-1}} и {\textstyle \{c_{i}\}_{i=0}^{i=2^{k}-1}}, поэлементно перемножаются результаты, и выполняется обратное преобразование Фурье.
Вычисления всех {\displaystyle {\bar {a}}_{i}} и {\displaystyle c_{i}} требуют {\displaystyle O(N)} действий, три преобразования Фурье требуют {\displaystyle O(N\log(N))} действий, перемножение результатов преобразований Фурье требует {\displaystyle O(N)} действий, вычисление всех {\displaystyle b_{i}} зная значения свёртки требует {\displaystyle O(N)} действий. Итого для дискретного преобразования Фурье требуется {\textstyle O(N\log(N))} действий для любого {\displaystyle N}.
Этот алгоритм быстрого преобразования Фурье может работать над кольцом только когда известны первообразные корни из единицы степеней {\displaystyle 2N} и {\textstyle 2^{k}}.

## Вывод преобразования из дискретного
Наиболее распространённым алгоритмом быстрого преобразования Фурье является алгоритм Кули — Тьюки, при котором дискретное преобразование Фурье от {\textstyle N=N_{1}N_{2}} выражается как сумма дискретных преобразований Фурье более малых размерностей {\displaystyle N_{1}} и {\displaystyle N_{2}} рекурсивно для того, чтобы достичь сложность {\textstyle O(N\log(N))}. Элементарный шаг сочленения меньших преобразований Фурье в этом алгоритме называется «бабочка». В вычислительной технике наиболее часто используется рекурсивное разложение преобразований надвое, то есть с основанием 2 (хотя может быть использовано любое основание), а количество входных отсчётов является степенью двойки. Для случаев, когда дискретное преобразование считается от количества отсчётов, являющихся простыми числами, могут быть использованы алгоритмы Блуштайна и Рейдера.
Например, для вычисления быстрого преобразования Фурье по алгоритму Кули — Тьюки с основанием 2 для вектора {\displaystyle {\vec {x}}}, состоящего из {\displaystyle N} элементов:
{\displaystyle {\vec {X}}={\hat {A}}{\vec {x}}},
с элементами {\displaystyle {\hat {A}}} вида:
{\displaystyle a_{N}^{mn}=e^{-{\frac {2\pi i}{N}}mn}}
дискретное преобразование можно выразить как сумму двух частей: сумму чётных индексов {\textstyle m={2n}} и сумму нечётных индексов {\textstyle m={2n+1}}:
{\displaystyle X_{m}=\sum _{n=0}^{N-1}x_{n}a_{N}^{mn}=\sum _{n=0}^{N/2-1}x_{2n}a_{N}^{2nm}+\sum _{n=0}^{N/2-1}x_{2n+1}a_{N}^{(2n+1)m}}.
Коэффициенты {\displaystyle a_{N}^{2nm}} и {\displaystyle a_{N}^{(2n+1)m}} можно переписать следующим образом:
{\displaystyle a_{N}^{2nm}=e^{\left(-2\pi i{\frac {2mn}{N}}\right)}=e^{\left(-2\pi i{\frac {mn}{N/2}}\right)}=a_{N/2}^{nm}}
{\displaystyle a_{N}^{(2n+1)m}=e^{\left(-2\pi i{\frac {m}{N}}\right)}a_{N/2}^{nm}}
В результате:
{\displaystyle X_{m}=\sum _{n=0}^{N/2-1}x_{2n}a_{N/2}^{nm}+e^{-{\frac {2\pi i}{N}}m}\sum _{n=0}^{N/2-1}x_{2n+1}a_{N/2}^{nm}}
Вычисление данного выражения можно упростить, используя:
- свойство периодичности ДПФ:
{\displaystyle a_{N/2}^{(m+{\frac {N}{2}})n}=a_{N/2}^{nm}},
- коэффициент поворота БПФ удовлетворяет следующему равенству:
{\displaystyle {\begin{matrix}e^{{\frac {-2\pi i}{N}}(m+N/2)}&=&e^{{\frac {-2\pi im}{N}}-{\pi i}}\\&=&e^{-\pi i}e^{\frac {-2\pi im}{N}}\\&=&-e^{\frac {-2\pi im}{N}}\end{matrix}}}

В результате упрощений, обозначив дискретное преобразование Фурье чётных индексов {\displaystyle x_{2m}} через {\textstyle E_{m}} и преобразование нечётных индексов {\textstyle x_{2m+1}} через {\displaystyle O_{m}}, для {\textstyle 0\leqslant m<{\frac {N}{2}}} получается:
{\displaystyle {\begin{matrix}X_{m}&=&E_{m}+e^{-{\frac {2\pi i}{N}}m}O_{m}\\X_{m+{\frac {N}{2}}}&=&E_{m}-e^{-{\frac {2\pi i}{N}}m}O_{m}\end{matrix}}}
Данная запись является базой алгоритма Кули — Тьюки с основанием 2 для вычисления быстрого преобразования Фурье, то есть дискретное преобразование от вектора, состоящего из {\displaystyle N} отсчётов, приведено к линейной композиции двух дискретных преобразований Фурье от {\textstyle {\frac {N}{2}}} отсчётов, и, если для первоначальной задачи требовалось {\textstyle N^{2}} операций, то для полученной композиции — {\textstyle {\frac {N^{2}}{2}}} (за счёт повторного использования промежуточных результатов вычислений {\displaystyle E_{m}} и {\displaystyle O_{m}}). Если {\displaystyle N} является степенью двух, то это разделение можно продолжать рекурсивно до тех пор, пока не доходит до двухточечного преобразования Фурье, которое вычисляется по следующим формулам:
{\displaystyle {\begin{cases}X_{0}=x_{0}+x_{1}\\X_{1}=x_{0}-x_{1}\end{cases}}}
При рекурсивном делении дискретного преобразования Фурье от {\displaystyle N} входных значений на сумму 2 дискретных преобразований по {\textstyle N/2} входных значений сложность алгоритма становится равной {\textstyle O(N\log(N))}.